# London Borough of Croydon

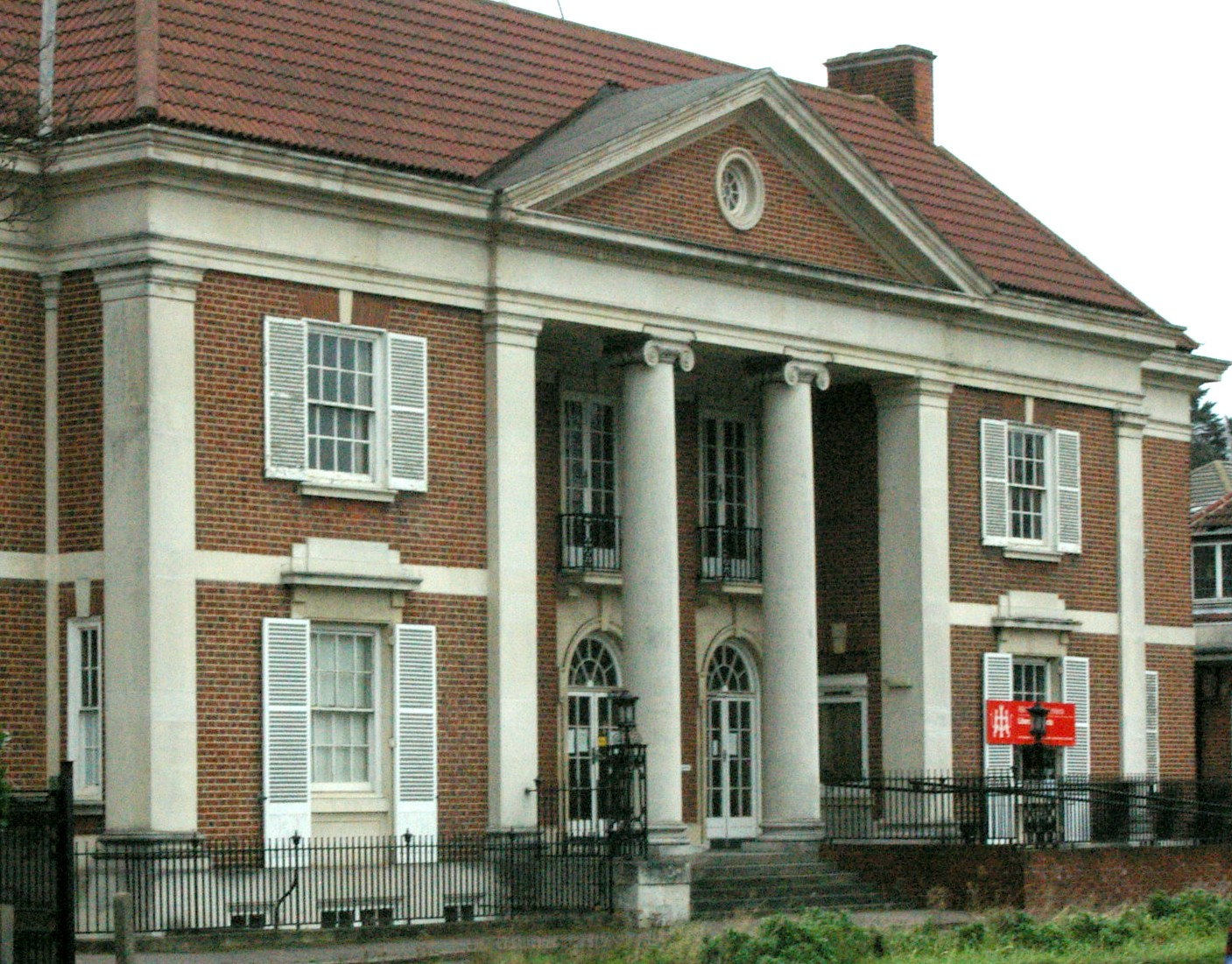

London Borough of Croydon är en kommun (London borough) i södra London, omkring 15 km söder om centrala London. Crystal Palace FC:s hemmaarena Selhurst Park ligger i South Norwood.

## Distrikt
Distrikt som helt eller delvis ligger i Croydon:
- Addiscombe
- Addington
- Coulsdon
- Coombe
- Croydon
- Kenley
- Forestdale
- Old Coulsdon
- Purley
- New Addington
- Norbury
- Riddlesdown
- Sanderstead
- Selsdon
- Selhurst
- Shirley
- South Croydon
- South Norwood
- Thornton
- Upper Norwood
- Woodside
- Waddon